# PaRappa the Rapper 2
PaRappa the Rapper 2 (パラッパラッパー2?, Parappa Rappā Tsū) è un videogioco musicale pubblicato nel 2001 per PlayStation 2 e sequel di PaRappa the Rapper.

## Accoglienza
La rivista Play Generation lo classificò come il quinto videogioco musicale più alternativo tra quelli usciti su PlayStation 2.